# Paper Girls
Paper Girls é uma revista em quadrinhos americana escrita por Brian K. Vaughan, ilustrada por Cliff Chiang, e publicada pela Image Comics. A trama da série tem início no Dia das Bruxas de 1988, quando as quatro protagonistas, as "paper girls" do título, entregadoras de jornal, descobrem a presença de alienígenas no planeta Terra. A série de revistas foi concluída com o lançamento da 30ª edição, no ano de 2019.
Em 2016, a série foi vencedora do Eisner Award de "Melhor Série Estreante" e, no seguinte, foi indicada à categoria de "Melhor Série".
No Brasil, a série começou a ser publicada pela Devir em 2017.
Uma adaptação para série foi anunciada pelo serviço de streaming Amazon Prime Video.